# Gabaza paupera
Gabaza paupera är en tvåvingeart som först beskrevs av Walker 1864.  Gabaza paupera ingår i släktet Gabaza och familjen vapenflugor. Inga underarter finns listade i Catalogue of Life.